# となりのココロ
『となりのココロ』は、2000年4月17日から7月31日までフジテレビで放送されていたバラエティ番組である。美川憲一が出演、春日由実が司会を務めた。心理テスト作成は富田隆が担当した。

## 放送時間
- 毎週月曜19:00 - 19:54（JST）。一部地域では放送されない地域や、ほかの時間に放送されていた地域もあった）[要出典]

## 出演者
- 美川憲一[1]
- 春日由実（フジテレビアナウンサー）[2]